# Roma Creek (Teksas)
Roma Creek je naseljeno mjesto za statističke potrebe u američkoj saveznoj državi Teksas. Prema popisu stanovništva iz 2010. u njemu je živjelo 350 stanovnika.